# ردود الفعل على حرب غزة 2012
كان هناك العديد من ردود الفعل على الحرب على غزة 2012 :

## الردود المحلية
| إسرائيل                   | في اليوم الأول للعملية، قال رئيس الوزراء الإسرائيلي بنيامين نتنياهو «لقد بعثنا اليوم برسالة واضحة إلى حماس وغيرها من المنظمات الإرهابية، وإذا أصبح ذلك ضروريا فنحن مستعدون لتوسيع العملية». وفقا لصحيفة هآرتس، أطلع الرئيس شمعون بيريز الرئيس الأمريكي باراك أوباما على الهاتف وقال له «إسرائيل لا تريد تصعيدا، لكن خلال الأيام الخمسة الماضية كنا تحت قصف متواصل، ولا يمكن للأمهات والأطفال النوم بسلام في الليل. هناك حدود لما يمكن لإسرائيل أن تصمد أمامه. أحمد الجعبري كان وراء العديد من الأنشطة الإرهابية». وقال وزير الداخلية إيلي يشاي : «الهدف من العملية هو إعادة غزة إلى العصور الوسطى، وعندها فقط ستكون إسرائيل هادئة خلال الأربعين سنة القادمة». وقال وزير الدفاع عن الجبهة الداخلية آفي ديختر : «ليس لدينا خيار آخر ؛ يجب على إسرائيل إعادة تشكيل غزة، وإعادة ترتيبها، كما فعلنا في يهودا والسامرة خلال عملية الدرع الواقي». أشاد معظم القادة السياسيين الإسرائيليين، بمن فيهم تسيبي ليفني، وشيلي يحيموفيتش، وشاؤول موفاز، ونفتالي بينيت بالعملية. ومع ذلك، أعرب قادة حزب ميرتس اليساري عن معارضتهم في الإذاعة وعلى الإنترنت. دخلت وزارة الخارجية الإسرائيلية في وضع شبه طارئ، وألغت جميع الإجازات لموظفيها المقدسيين. |
| حماس                      | وصف فوزي برهوم المتحدث باسم حماس اغتيال أحمد الجعبري بأنه عمل من أعمال الحرب. وصرح بأن «الاحتلال ارتكب جريمة خطيرة وتجاوز كل الخطوط الحمراء والذي يعتبر بمثابة اعلان حرب بكل معانيها وسيدفع الاحتلال ثمنها غاليا وسنجعله يندم على اللحظة التي فكر فيها بارتكابها». في 14 تشرين الثاني / نوفمبر 2012، جاء في بيان صادر عن كتائب عز الدين القسام أن «الاحتلال فتح أبواب جهنم على نفسه»، وتعهد بأن مقاتليه «سيواصلون طريق المقاومة». وبالمثل، وصف أبو أحمد المتحدث باسم الجناح العسكري لحركة الجهاد الإسلامي عملية الاغتيال بأنها «إعلان حرب» وتعهد بالرد خلال ساعات. |
| السلطة الوطنية الفلسطينية | طالب مسؤولون فلسطينيون مجلس الأمن الدولي بالعمل على وقف العملية العسكرية الإسرائيلية في غزة. قطع الرئيس محمود عباس جولة في أوروبا ليعود إلى الضفة الغربية. أوعز محمود عباس إلى المندوب الفلسطيني لدى جامعة الدول العربية بطلب عقد اجتماع عاجل للجامعة العربية. كما أعلن أن الهجوم الإسرائيلي على قطاع غزة لن يعرقل الجهود الفلسطينية للحصول على مكانة دولة غير عضو في الأمم المتحدة مصرحًا «كل ما تفعله إسرائيل يهدف الى عرقلة مساعينا للذهاب الى الأمم المتحدة، نحن ذاهبون للأمم المتحدة في 29 (تشرين الثاني/نوفمبر) الجاري للتصويت.» وأنه عدوان يستهدف كل الشعب الفلسطيني وليس حماس أو الجهاد فقط. |

## الهيئات فوق الوطنية
| الأمم المتحدة       | عقد مجلس الأمن التابع للأمم المتحدة اجتماعا طارئا حول الوضع ليلة 14-15 تشرين الثاني / نوفمبر ولم يتوصل إلى قرار. وفي وقت لاحق، قال رئيس المجلس، هارديب سينغ بوري [الإنجليزية]، للصحفيين: «باختصار، الرسالة التي يجب أن يتردد صداها من هذا الاجتماع هي 'يجب أن يتوقف العنف'». في 18 نوفمبر، أصدر الأمين العام للأمم المتحدة بان كي مون بيانًا قال فيه إنه «يشعر بحزن عميق» لمقتل المدنيين و«قلقه من استمرار إطلاق الصواريخ على البلدات الإسرائيلية». في 19 نوفمبر، زار بان كي مون القاهرة ليناقش مع الرئيس المصري حالة الصراع الحالية والجهود المبذولة لوقف إطلاق النار. وتلاها بزيارة يوم الثلاثاء لرئيس الوزراء الإسرائيلي في القدس لوقف توسيع العملية. وأنهى بان زيارته للشرق الأوسط بالتوجه إلى رام الله بالضفة الغربية للقاء الرئيس الفلسطيني. نددت نافي بيلاي، المفوضة السامية للأمم المتحدة لحقوق الإنسان بالغارات الإسرائيلية على غزة، وبالصواريخ التي تطلقها فصائل المقاومة الفلسطينية على بلدات في إسرائيل، وأفاد المتحدث باسم المفوضة السامية روبرت كولفيل في جنيف إن المفوضة «منزعجة لأن المدنيين يفقدون أرواحهم مرة أخرى، وتحث الجانبين على التراجع عن مواجهة خطيرة بشكل متزايد». |
| جامعة الدول العربية | دعت الجامعة العربية إلى محاكمة «مجرمي الحرب الصهاينة»، واصفة أفعالهم بـ «جرائم حرب» و«جرائم ضد الإنسانية». في 20 نوفمبر، زار وفد مختار من جامعة الدول العربية بقيادة نبيل العربي غزة تضامنا مع الفلسطينيين وتسهيل جهود وقف إطلاق النار. ولم تتوقع السلطة الفلسطينية من الجامعة إجراءات أقوى مثل عقد قمة عاجلة. |
| الاتحاد الأوروبي    | قالت منسقة السياسة الخارجية بالاتحاد الأوروبي كاثرين أشتون : «الهجمات الصاروخية من قبل حماس والفصائل الأخرى في غزة، والتي بدأت الأزمة الحالية، ليست مقبولة إطلاقا لأي حكومة، ويجب أن تتوقف. لإسرائيل الحق في حماية سكانها من هذا النوع من الهجمات. إنني أحث إسرائيل على ضمان أن يكون ردها متناسبًا». |
| حركة عدم الانحياز   | ندد بيان صادر عن إيران، التي تتولى الرئاسة الدورية للكتلة المكونة من دول آسيوية وأمريكية وأفريقية بالدرجة الأولى، بالضربات الجوية الإسرائيلية. |
| حلف الناتو          | قال الأمين العام للناتو أندرس فوغ راسموسن : «إسرائيل بالطبع لها الحق في الدفاع عن نفسها، والهجمات ضد إسرائيل يجب أن تتوقف. لكن المجتمع الدولي يتوقع أيضًا أن تتحلى إسرائيل بضبط النفس». |

## الدول
| البلد                    | ردود الفعل والتصريحات |
| ------------------------ | --- |
| الأرجنتين                | عبرت الرئيسة كريستينا فرنانديز دي كيرشنر عن «تضامنها مع جميع الضحايا» وتعهدت «بالعمل مع زعماء المنطقة في حث الأطراف المتحاربة على وقف العنف». كما راسلت رؤساء دول منظمة اتحاد دول أمريكا الجنوبية تناشدهم بالتدخل لوقف الهجمات الإسرائيلية على قطاع غزة. |
| الأردن                   | قال وزير الاعلام الأردني سميح المعايطة إن «سياسة إسرائيل العدوانية وضعت المنطقة مرة أخرى في دوامة من العنف وعدم الاستقرار. هذا العداء الإضافي.. يغلق كل الأبواب أمام المفاوضات وتحقيق الترتيبات السياسية. تحرم إسرائيل الشعب الفلسطيني من حقه السياسي والوطني في إقامة دولته المستقلة... يجب وقف العدوان الإسرائيلي وحماية الشعب الفلسطيني». |
| أرمينيا                  | قال وزير الخارجية الأرمينية، إدوارد نالبانديان، بخصوص الحرب في غزة: «يجب وقف استخدام القوة والتهديدات العسكرية. نعتقد بقوة أنه لا يوجد بديل عن الحل السلمي للنزاع من خلال محادثات السلام»، |
| أستراليا                 | قالت رئيسة وزراء أستراليا، جوليا جيلارد، إن «الحكومة تدين الهجمات الصاروخية وقذائف الهاون المتكررة على إسرائيل من قطاع غزة وتدعو حماس إلى وقفها على الفور. تؤيد أستراليا حق إسرائيل في الدفاع عن نفسها ضد هذه الهجمات العشوائية. إن مثل هذه الهجمات على السكان المدنيين في إسرائيل غير مقبولة على الإطلاق». |
| أفغانستان                | وأدان الرئيس الأفغاني حامد كرزاي الضربات الجوية الإسرائيلية على غزة ودعا إلى «وقف فوري» للعنف ضد المدنيين. |
| الإكوادور                | أدانت الإكوادور الهجمات التي نفذتها إسرائيل وانتقدت الهجمات الصاروخية التي أطلقها مقاتلو حماس على جنوب إسرائيل. [بحاجة لمصدر] |
| ألمانيا                  | قال وزير الخارجية الألماني جيدو فيسترفيله : «من الواضح أن لإسرائيل حقًا مشروعًا في الدفاع عن نفسها وحماية مواطنيها من الهجمات الصاروخية من قطاع غزة... الآن من الضروري أن يساهم الجميع في تهدئة الوضع. يحتاج الجميع إلى فهم أننا بحاجة إلى منع حدوث أشياء أسوأ. وندعو جميع الأطراف إلى التصرف بحكمة وبطريقة تزيل التصعيد». وقال متحدث باسم المستشارة أنجيلا ميركل : «حماس في غزة مسؤولة عن اندلاع العنف. لا يوجد أي مبرر لإطلاق الصواريخ على إسرائيل، الأمر الذي أدى إلى معاناة كبيرة للسكان المدنيين. وتحث المستشارة المسؤولين في قطاع غزة على التوقف الفوري عن إطلاق النار على إسرائيل. وتدعو في الوقت نفسه الحكومة المصرية إلى استخدام نفوذها على حماس للحد من العنف ووضع حد له». |
| الإمارات العربية المتحدة | أدانت دولة الإمارات العربية المتحدة بشدة «العدوان الإسرائيلي على قطاع غزة» وحثت المجتمع الدولي على «تحمل مسؤوليته تجاه الشعب الفلسطيني ووضع حد للعبث الإسرائيلي بالسلام والاستقرار الإقليميين والدوليين». |
| إيران                    | وبخ المتحدث باسم وزارة الخارجية رامين مهمانبرست الضربات الإسرائيلية، قائلا إنها «علامة على الطبيعة الوحشية للنظام». |
| أيرلندا                  | قال نائب رئيس حكومة أيرلندا [الإنجليزية] ووزير الشؤون الخارجية والتجارة إيمون غيلمور [الإنجليزية] إن «جولة العنف الأخيرة، التي اندلعت بسبب الهجمات الصاروخية المستمرة على البلدات في إسرائيل والتي تصاعدت مع الاغتيال المستهدف لأحد كبار قادة حماس، يمكن أن تؤدي إلى مزيد من القتلى ومعاناة المدنيين الإسرائيليين والفلسطينيين الأبرياء. إن مخاطر تصعيد العنف من كلا الجانبين واضحة للغاية. إنني أحث كلا الجانبين على الوقف الفوري لهذه الهجمات وإزالة التهديد الذي تشكله على حياة وسلامة الأبرياء». |
| إيطاليا                  | قال وزير الخارجية الإيطالي جوليو ترزي دي إن الهجمات الصاروخية التي شنتها حماس تشكل "مخاطر جسيمة على سكان" إسرائيل، وتذرع بها كمبرر لرد إسرائيل. وكما اتصل هاتفيًا الرئيس الإيطالي جورجيو نابوليتانو مع نظيره الإسرائيلي شمعون بيريز وعبر له عن تضامنه مع تل أبيب. |
| باكستان                  | في محادثة هاتفية مع الرئيس المصري مرسي، قال رئيس الوزراء الباكستاني راجه برويز أشرف إن باكستان تدين بشدة الهجمات الجوية الإسرائيلية على غزة «التي استهدفت ليس فقط قيادة حماس ولكن أيضًا المدنيين الأبرياء». وقال إن باكستان تعتبر العمل الإسرائيلي «انتهاكا خطيرا للقانون الدولي ولجميع الأعراف الإنسانية». وأضاف أن التهديدات الإسرائيلية بشن هجوم بري على غزة كانت أكثر إثارة للقلق. وقال راجه أيضا إنه ما لم تحل المشكلة الفلسطينية، فإن السلام في الشرق الأوسط سيبقى بعيد المنال. وأعرب عن قلقه من أن يؤدي تصعيد العنف إلى اتساع رقعة الصراع الذي قد يبتلع المنطقة. أكد مسعود خان، الممثل الدائم لباكستان لدى الأمم المتحدة السفير في الاجتماع المغلق لمجلس الأمن الدولي (14 نوفمبر 2012)، «أن استخدام إسرائيل المفرط للقوة ضد متظاهرين مسالمين في عدة مدن فلسطينية أمر غير مقبول، مطالبا تل أبيب بأن تمارس ضبط النفس، ومؤكدا ضرورة وقف إطلاق الصواريخ من غزة». |
| البحرين                  | جددت البحرين إدانتها الشديدة لـ «العدوان الإسرائيلي الغاشم على قطاع غزة». حث وزير الدولة للشؤون الخارجية غانم بن فضل البوعينين المجتمع الدولي على تكثيف الجهود لوقف «العدوان الإسرائيلي المتكرر وغير المبرر على قطاع غزة». في 20 نوفمبر، صرح أسامة التميمي، نائب بحريني، إنه أشعل النار في علم إسرائيلي خلال جلسة برلمانية لإظهار الدعم للفلسطينيين في غزة. وقال التميمي إنه سعى إلى «إرسال رسالة واضحة إلى المجتمع الدولي» بشأن دعم البحرين لأهالي غزة في مواجهة الهجمات الإسرائيلية انتقاما من الهجمات الصاروخية التي شنتها حركة حماس الفلسطينية. |
| البرازيل                 | وأدانت الحكومة البرازيلية، التي تحدثت نيابة عن السوق المشتركة الجنوبية (ميركوسور)، «استخدام إسرائيل غير المتناسب للقوة» على غزة، ودعت إسرائيل والفلسطينيين إلى وقف فوري لإطلاق النار. وعبر قادة ميركوسور في البيان عن «إدانتهم الشديدة لأعمال العنف بين إسرائيل وفلسطين» و«أسفهم العميق للخسائر في الأرواح ويعبرون عن قلقهم من الاستخدام غير المتناسب للقوة». |
| بلجيكا                   | شدد وزير الخارجية البلجيكي ديدييه رايندرز على «حق إسرائيل المشروع في الدفاع عن سكانها ضد هذه الهجمات» ودعا إلى «رد محسوب». |
| بلغاريا                  | دافع وزير الخارجية البلغاري نيكولاي ملادينوف عن «حق المواطنين الإسرائيليين في العيش بسلام» وأدان الهجمات الصاروخية التي تشنها «حماس والجماعات المسلحة الأخرى». وفي الوقت نفسه حث إسرائيل على اتخاذ «إجراءات صارمة لتجنب وقوع إصابات بين المدنيين الفلسطينيين» وأعرب عن تعازيه لأسر الضحايا من السكان المدنيين من الجانبين. |
| تركيا                    | اتهم رئيس الوزراء رجب طيب أردوغان إسرائيل بمهاجمة التنظيم المسلح في قطاع غزة. وبحسب أردوغان، فإن الضربات الإسرائيلية كانت مدفوعة بانتخابات الكنيست المقرر إجراؤها في غضون شهرين تقريبًا. ووصف الغارات الإسرائيلية بأنها «أعمال وحشية» في خطاب ألقاه في جامعة القاهرة في 17 نوفمبر 2012، «يجب أن يعلم الجميع أنه عاجلاً أم آجلاً ستكون هناك محاسبة لمذبحة هؤلاء الأطفال الأبرياء الذين قُتلوا بطريقة غير إنسانية في غزة»، كما أشاد أردوغان بمصر لاستدعاء سفيرها إلى إسرائيل. وأدانت وزارة الخارجية التركية الضربات الإسرائيلية ببيان مكتوب، وقال البيان «ندين بشدة هذا الهجوم الإسرائيلي ونطالب على الفور بوقفه»، مضيفا أنه لا توجد دولة، بما في ذلك إسرائيل، فوق القانون الدولي. |
| تشيلي                    | صرح رئيس تشيلي، سيباستيان بينيرا، خلال زيارة رسمية لتركيا أن شيلي تدعم «حق الفلسطينيين في دولة حرة ومستقلة وذاتية الحكم» وفي الوقت نفسه دعمت تشيلي حق إسرائيل في «التمتع بالأمن والسلام على حدودها». في 17 نوفمبر / تشرين الثاني، احتج حوالي 100 شخص أمام السفارة الإسرائيلية في سانتياغو احتجاجا على الهجمات في قطاع غزة، وعطلوا حركة المرور في شارع سان سيباستيان، لكن المتظاهرين انسحبوا عندما وصل رجال الشرطة لأنه لم يُرخص لهم بالتظاهر. |
| تونس                     | زار وزير الخارجية التونسي رفيق عبد السلام غزة في 17 تشرين الثاني / نوفمبر، ودعا العالم إلى وقف «العدوان السافر» الإسرائيلي على غزة، قائلاً إنه «لم يعد مقبولاً أو قانونياً بأي معيار». |
| الجزائر                  | أدانت الجزائر بشدة، من خلال المتحدث باسم وزارة الخارجية، عمار بلاني، «العدوان الإسرائيلي على قطاع غزة»، وحثت مجلس الأمن الدولي والمجتمع الدولي على تحمل مسؤولياتهم و«وضع حد في أقرب الآجال لهذا التصعيد الخطير للعنف». |
| جمهورية التشيك           | أصدرت وزارة الخارجية التشيكية بيانا قالت فيه: «إن جمهورية التشيك تأسف بشدة للخسائر في أرواح المدنيين في إسرائيل وغزة وكذلك التصعيد الحالي للوضع. تعترف جمهورية التشيك بشكل كامل بحق إسرائيل في الدفاع عن النفس ضد الهجمات الصاروخية التي تشنها المنظمات المسلحة في قطاع غزة مع التأكيد على أهمية تفادي وقوع إصابات بين المدنيين. وتدعو جمهورية التشيك كلا الجانبين إلى الامتناع عن جميع أشكال العنف والأعمال الاستفزازية والتهدئة للسكان المدنيين من كلا الجانبين». |
| رومانيا                  | أصدر وزير الخارجية الروماني تيتوس كورليان بيانا صحفيا جاء فيه:«تعرب وزارة الخارجية عن قلقها إزاء تصاعد العنف في إسرائيل وقطاع غزة وتعرب عن تعاطفها مع الخسائر المدنية التي سُجلت من الجانبين. في الوقت نفسه، تأمل وزارة الشؤون الخارجية في أن يتوقف العدوان العسكري لحركة حماس، وأن يمتنع الطرفان عن تصعيد الصراع وضبط النفس. من المهم للغاية تجنب تصعيد العنف، ويمكن استغلال ذلك على جبهات متعددة من قبل المجموعات الإقليمية ذات الأجندات المختلفة، والتي لا تعزز الاستقرار والأمن في المنطقة.» |
| روسيا                    | دعا وزير الخارجية الروسي سيرجي لافروف إلى إنهاء العنف بعد اجتماع عقده مع وزراء خارجية دول الخليج العربية في الرياض. وقال المتحدث باسم وزارة الخارجية ألكسندر لوكاشيفيتش: «الهجمات على جنوب إسرائيل، وكذلك القصف الإسرائيلي غير المتناسب، غير مقبول على الإطلاق. ونحث جميع الأطراف على إنهاء المواجهة العسكرية على الفور ومنع جولة جديدة من إراقة الدماء في قطاع غزة». وعقب محادثة هاتفية بين الرئيس بوتين ونتنياهو قالت الخدمة الصحفية الرئاسية إن «الرئيس الروسي دعا الأطراف إلى ضبط النفس وتجنب مسار العنف المتصاعد الذي يضم ضحاياه مدنيون، وبذل كل ما في وسعهم وبذل قصارى جهدهم لإعادة الوضع إلى مساره الطبيعي». |
| السعودية                 | عبرت السعودية عن إدانتها «للاعتداءات الإسرائيلية على قطاع غزة» ودعت إلى موقف عربي أقوى وأكثر توحدا في مواجهة «ممارسات الاحتلال الإسرائيلي». وقال وزير الخارجية السعودي، نزار مدني، في خطابه أمام الاجتماع الاستثنائي لمجلس الجامعة العربية على المستوى الوزاري الذي عقد في القاهرة، «إنه لم يعد من المعقول أو المقبول أن يمر هذا العدوان الجديد دون عقاب، وإن المواقف العربية السابقة التي لم تتجاوز الحناجر والسعي وراء قرارات ملزمة من مجلس الأمن جعلت إسرائيل ترمي بالمطالب العربية ومطالب المجتمع الدولي وشعوب العالم المحبة للسلام عرض الحائط.». وقال مدني إن «إن المملكة ترى أنه آن الأوان لكي ينعم الفلسطينيون كغيرهم من شعوب العالم بالأمن والسلام، وأن يكون لهم وطن يستظلون تحت سمائه بمنأى من العنف والقتل والدمار، ولكي تعي إسرائيل أنها لن تعيش في سلام ما لم تعد للفلسطينيين كامل حقوقهم المشروعة وتعود لطاولة المفاوضات"». |
| السودان                  | أدان الرئيس السوداني عمر البشير الغارات الجوية الإسرائيلية على غزة، ودعا جميع الدول الإسلامية إلى التعاون معًا لمعالجة الوضع [بحاجة لمصدر] |
| سوريا                    | وصفت الحكومة السورية تصرفات إسرائيل بأنها «جرائم بربرية تستحق الشجب» ودعت المجتمع الدولي إلى الضغط على إسرائيل لوقف ضرباتها. |
| الصين                    | قال متحدث باسم وزارة الخارجية بجمهورية الصين الشعبية للصحفيين في مؤتمر صحفي إن الصين أعربت عن «قلقها» إزاء الاشتباكات وحثت جميع الأطراف، وخاصة إسرائيل، على التحلي ب «ضبط النفس» وتجنب وقوع إصابات في صفوف المدنيين. |
| العراق                   | دعا مندوب العراق الدائم لدى جامعة الدول العربية، قيس العزاوي، الدول العربية إلى «استخدام سلاح النفط بهدف تشكيل "ضغط حقيقي" على الولايات المتحدة الأميركية وعلى من يقف مع إسرائيل»". وأضاف «السلاح الاقتصادي هو الأقوى ويجب تفعيله حاليا لتأكيد الوقوف مع الشعب الفلسطيني في ظل عدم وجود القوة العسكرية التي يمكن أن تقف في وجه إسرائيل في الوقت الراهن». |
| فرنسا                    | أقر وزير الخارجية الفرنسي لوران فابيوس بحق إسرائيل في الدفاع عن نفسها، لكنه دعا إلى ضبط النفس. وقال «ستكون كارثة إذا حدث تصعيد في المنطقة. لإسرائيل الحق في الأمن، لكنها لن تحققه بالعنف». أصدرت وزارة الخارجية الفرنسية بيانا قالت فيه: «إن فرنسا تشعر بقلق بالغ إزاء تدهور الأوضاع في قطاع غزة وجنوب إسرائيل. وتدعو الطرفين إلى الامتناع عن أي تصعيد للعنف لأن السكان المدنيين الإسرائيليين والفلسطينيين سيدفعون الثمن حتما». زار السفير الفرنسي لدى إسرائيل كريستوف بيجوت كريات ملاخي، حيث قُتل ثلاثة مدنيين إسرائيليين، وأعرب عن تضامنه مع ضحايا الهجمات الصاروخية الإسرائيليين. |
| فنزويلا                  | أدان الرئيس الفنزويلي هوغو شافيز الضربات الجوية الإسرائيلية. «بدأ عدوان وحشي آخر على قطاع غزة. مرة أخرى، تقصف إسرائيل قطاع غزة.». شافيز مُتحدثًا في اجتماع لمجلس الوزراء. |
| قطر                      | قال الشيخ حمد بن جاسم بن جابر آل ثاني للصحفيين بعد اجتماع في العاصمة السعودية الرياض بين وزراء خارجية دول مجلس التعاون الخليجي ونظيرهم الروسي سيرجي لافروف لبحث الحرب الأهلية السورية «أدين باسم قطر... يجب ألا تمر هذه الجريمة القذرة دون عقاب. يجب على مجلس الأمن التابع للأمم المتحدة أن يتحمل مسؤولياته في الحفاظ على السلام والأمن في العالم». |
| كازاخستان                | أدانت كازاخستان العملية الإسرائيلية. قال وزير الخارجية الكازاخستاني [الإنجليزية] في الجلسة التاسعة والثلاثين لمجلس وزراء خارجية منظمة التعاون الإسلامي «ندين الضربات الجوية الإسرائيلية على قطاع غزة والتي أودت بحياة المدنيين وألحقت أضرارا بالبنية التحتية. كما يظهر التاريخ، فإن سياسة القمع لن تجلب السلام والأمن لإسرائيل. يتعين على الطرفين اتخاذ تدابير فورية لمنع أي تصعيد إضافي للنزاع، والوفاء بالتزاماتهما بموجب القانون الإنساني الدولي والتركيز على حل المشاكل الأساسية للنزاع الفلسطيني الإسرائيلي». |
| كندا                     | أصدر وزير الخارجية الكندي، جون بيرد، بيانا قال فيه: «نعتقد بشكل أساسي أن لإسرائيل الحق في الدفاع عن نفسها ومواطنيها من التهديدات الإرهابية. في كثير من الأحيان، يجد الشعب اليهودي نفسه في الخطوط الأمامية في الكفاح ضد الإرهاب، النضال العظيم لجيلنا. في نهاية الأسبوع الماضي فقط، سقط أكثر من 100 صاروخ على المدنيين في جنوب إسرائيل من مواقع في قطاع غزة. كندا تدين حركة حماس الإرهابية وتقف مع إسرائيل في تعاملها مع التهديدات الإقليمية للسلام والأمن». |
| كوبا                     | وأعربت كوبا عن «إدانتها الشديدة» للعملية الإسرائيلية ودعت المجتمع الدولي إلى وقف ما وصفه بـ «العمل الإجرامي». [بحاجة لمصدر]أعرب أوسكار لين جونزاليس (بالإسبانية: Oscar León González)‏، مندوب كوبا في الأمم المتحدة، أنه «خلال حصارها الأخير لغزة، استخدمت إسرائيل مرة أخرى تفوقها العسكري والتقني لمعاملة السكان الفلسطينيين بوحشية. وأدان هذا العدوان بشدة ودعا المجتمع الدولي إلى اتخاذ أقوى دعم لفلسطين» معللًا تصويت كوبا لمنح فلسطين وضع «دولة مراقبة غير عضو» في الأمم المتحدة. |
| الكويت                   | عبر وزير الخارجية الكويتي عن أسفه لـ «لتطورات الدموية في غزة والتي تعد خرقا لكافة القوانين والاتفاقيات الدولية». |
| لاتفيا                   | البيان الرسمي الصادر في 18 تشرين الثاني / نوفمبر: «يدين وزير الخارجية إدغار رينكوفيس بشدة الهجمات الصاروخية التي تشنها حماس وجماعات إرهابية أخرى على الأراضي الإسرائيلية ويدعو الجانبين إلى بذل قصارى جهدهما لتنظيم الوضع. مع الاعتراف بحق إسرائيل في حماية أمن سكانها، ينبغي تحقيق توازن متناسب للقوى عند القيام بذلك لتجنب وقوع المزيد من الخسائر في صفوف المدنيين». |
| لبنان                    | ندد الرئيس اللبناني بالحرب على غزة وصرح زعم أنها «بدأت بهجوم إسرائيلي وحشي». من جهة أخرى، ذكر أن «سياسة الحرب والإرهاب لا تؤدي إلى سلام دائم ولا تؤدي إلى تحقيق الديمقراطية في الشرق الأوسط». [بحاجة لمصدر] ودعا وزير الخارجية اللبناني عدنان منصور«إلى قطع العلاقات العربية مع إسرائيل وإلغاء المعاهدات معها» خلال ترؤسه اجتماع وزراء الخارجية العرب الطارئ في مقر الجامعة العربية في القاهرة. |
| ليبيا                    | أدانت ليبيا الهجمات الإسرائيلية على غزة ووصفتها بـ «الإجرامية». وقالت وزارة الخارجية في بيان لها إن «هذه الاعتداءات الإجرامية التي أسفرت عن مقتل وجرح العشرات من أبناء الشعب الفلسطيني» تشكل تحديا للمجتمع الدولي و«قرارات الشرعية الدولية». وقال البيان إن الهجمات كشفت نوايا إسرائيل «العدوانية والتوسعية والإرهابية» وتستحق التنديد من قبل العالم بأسره. |
| ماليزيا                  | قُدم اقتراح يدين الهجمات الإسرائيلية نيابة عن رئيس الوزراء نجيب رزاق، ووجد دعمًا من الحزبين في البرلمان الماليزي. وطالب الاقتراح مجلس الأمن الدولي بفرض وقف إطلاق النار على الفور ونشر قوة حفظ سلام في غزة. |
| المجر                    | أصدرت وزارة الخارجية المجرية بيانا قالت فيه إنها «تتابع بقلق بالغ التطورات في الشرق الأوسط، لا سيما الهجمات الصاروخية من قطاع غزة ضد إسرائيل والرد العسكري الذي أعقب ذلك لحماية السكان. نحن نعتبر أنه من الضروري أن يمارس الطرفان ضبط النفس والكف عن استخدام العنف. وندعم كل الجهود التي من شأنها تسهيل إنهاء القتال». |
| مصر                      | استدعي السفير المصري لدى إسرائيل إلى القاهرة وتلقى السفير الإسرائيلي احتجاجا رسميا. وصرح الرئيس المصري محمد مرسي أن «على الإسرائيليين أن يدركوا أن هذا العدوان غير مقبول ولن يؤدي إلا إلى زعزعة الاستقرار في المنطقة». مطالبة الجامعة العربية بالدعوة إلى اجتماع عاجل لوزراء الخارجية العرب لبحث «العدوان الإسرائيلي الإجرامي» على غزة، وسعت مصر إلى عقد اجتماع فوري لمجلس الأمن الدولي. وبّخت وزارة الخارجية المصرية العملية ودعت إسرائيل إلى وقف هجماتها. وبحسب الجارديان، قال رئيس حزب الحرية والعدالة محمد سعد الكتاتني : «الشعب المصري ثار على الظلم ولن يقبل بالهجوم على غزة. إن العدوان الغاشم على غزة يثبت أن إسرائيل لم تعلم بعد أن مصر قد تغيرت». أفاد مسؤول مصري أن المستشفيات المصرية جاهزة لاستقبال الجرحى الفلسطينيين وأن معبر رفح سيبقى مفتوحًا. زار رئيس الوزراء المصري هشام قنديل غزة يوم الجمعة 16 تشرين الثاني / نوفمبر. في 17 نوفمبر، أرسل الاتحاد الطبي العربي وفدا من الأطباء المصريين للمساعدة عبر معبر رفح. في 19 نوفمبر، توجهت مجموعة من المدنيين المصريين إلى غزة لمساعدة جيرانهم الفلسطينيين في محنتهم الحالية. |
| المغرب                   | عبر المغرب عن قلقه العميق وإدانته الشديدة للعملية العسكرية الإسرائيلية الواسعة النطاق في قطاع غزة، داعياً إلى «الوقف الفوري لهذه الغارات». وبحسب بيان صادر عن وزارة الخارجية، فإن المغرب «يعتبر أن هذا التصعيد الخطير غير مقبول وأن استمرار هذه الهجمات يمكن أن يكون له عواقب وخيمة على أمن واستقرار المنطقة. ونتيجة لذلك، يدعو المغرب إلى الوقف الفوري لهذه الغارات ويحث المجتمع الدولي على تحمل مسؤوليته لحماية أرواح سكان قطاع غزة وممتلكاتهم». |
| المملكة المتحدة          | في اتصال هاتفي مع بنيامين نتنياهو، قال رئيس الوزراء ديفيد كاميرون إن «الهجمات الصاروخية من غزة على جنوب إسرائيل من قبل حماس وجماعات مسلحة أخرى غير مقبولة على الإطلاق وأن تكرار الهجمات الصاروخية في الأيام الأخيرة كان السبب المباشر للوضع.» وأضاف أن «الأولوية يجب أن تكون لتهدئة الأزمة». وقال وزير الخارجية وليام هيغ : «حماس تتحمل المسؤولية الرئيسية عن الأزمة الحالية. إنني أدين بشدة الهجمات الصاروخية من غزة على جنوب إسرائيل من قبل حماس والجماعات المسلحة الأخرى. وهذا يخلق وضعا لا يطاق للمدنيين الإسرائيليين في جنوب إسرائيل، الذين لهم الحق في العيش دون خوف من هجوم من غزة». كما دعا جميع المتورطين إلى «تجنب أي عمل من شأنه أن يسقط ضحايا من المدنيين أو يزيد من حدة الأزمة». في 18 نوفمبر، حذر من أن «الغزو البري لقطاع غزة سيفقد إسرائيل الكثير من التعاطف الدولي والدعم» |
| موريتانيا                | استنكرت الحكومة الموريتانية واستنكرت «الهجوم الإسرائيلي الشرير على قطاع غزة». وقدم بيان للخارجية الموريتانية تعازيه لأسر الشهداء في قطاع غزة. كما حثت نواكشوط مجلس الأمن الدولي على «تحمل مسؤولياته واتخاذ الإجراءات اللازمة لحماية الشعب الفلسطيني من مثل هذه الهجمات التي تهدد الأمن والاستقرار في المنطقة». |
| النرويج                  | أعرب وزير الخارجية النرويجي عن قلقه من تصاعد العنف بين الفلسطينيين والإسرائيليين الذي قتل فيه زعيم حماس العسكري أحمد جبار. وقال إن الهجمات الصاروخية على إسرائيل «غير مقبولة بشكل واضح» وإن إسرائيل لها الحق في الدفاع عن نفسها. وأضاف أن ردود الفعل يجب أن تكون متناسبة ويجب أن تميز بين المقاتلين وغير المقاتلين، الرافض والمؤجل للقول ما إذا كان الرد الإسرائيلي بالفعل «ضمن الحدود المقبولة». |
| الهند                    | سعت الحكومة الهندية إلى السلام ووقف كل الأعمال العدائية من قبل إسرائيل وحماس وحثت على إجراء محادثات مباشرة بين السلطة الفلسطينية في الضفة الغربية وإسرائيل. |
| هولندا                   | قال وزير الخارجية الهولندي فرانس تيمرمانس إن حماس مسؤولة عن التصعيد: «حماس هاجمت إسرائيل بإطلاق الصواريخ مرارا وتكرارا. القيام بذلك يجعل حماس الفاعل الرئيسي المسؤول عن رد الفعل الإسرائيلي». وقال أيضا: «ليكن واضحا أن الحزن الحالي الذي لا يُصدق لأهالي قطاع غزة هو في المقام الأول نتيجة لأفعال حماس». إلى جانب ذلك قال: «لإسرائيل الحق الكامل في الدفاع عن نفسها ما دامت تفعل ذلك بطريقة متناسبة». وجاء في بيان رسمي صادر عن وزارة الخارجية بتاريخ 13 تشرين الثاني (نوفمبر) أن «وزير الخارجية فرانس تيمرمانس أدان الهجمات الصاروخية والهاون على إسرائيل من قبل الجماعات المسلحة في قطاع غزة. تعترف هولندا بحق إسرائيل في الدفاع عن نفسها من إطلاق الصواريخ. العنف المتصاعد خلال الأيام العديدة الماضية ليس في مصلحة أحد». |
| الولايات المتحدة         | قال الرئيس باراك أوباما : «الحدث المتعجل هنا... الذي تسبب في الأزمة الحالية... كان عددًا متصاعدًا من الصواريخ ؛ كانت تسقط ليس فقط في الأراضي الإسرائيلية، ولكن في مناطق مأهولة بالسكان. ولا توجد دولة على وجه الأرض تتسامح مع سقوط الصواريخ على مواطنيها من خارج حدودها. لذلك نحن نؤيد تمامًا حق إسرائيل في الدفاع عن نفسها من سقوط الصواريخ على منازل الناس وأماكن العمل واحتمال قتل المدنيين. وسنواصل دعم حق إسرائيل في الدفاع عن نفسها». أصدرت وزارة الخارجية الأمريكية بيانا صحفيا جاء فيه «ندين بشدة إطلاق الصواريخ من غزة على جنوب إسرائيل، ونأسف لمقتل وإصابة مدنيين إسرائيليين وفلسطينيين أبرياء جراء أعمال العنف التي تلت ذلك». وعرض البيان دعمه لحق إسرائيل في الدفاع عن النفس وحث إسرائيل على تجنب وقوع خسائر في صفوف المدنيين في عملياتها العسكرية. وقال نائب المتحدث باسم الخارجية الأمريكية مارك تونر «نطلب من مصر استخدام نفوذها في المنطقة للمساعدة في تهدئة الموقف»، مضيفا أن حماس يجب أن توقف هجماتها الصاروخية على إسرائيل. واضاف «هذا هو الوضع الذي خلقوه باطلاق الصواريخ على المدنيين الاسرائيليين الابرياء. كما تعلم، من الواضح أننا نحزن على مقتل المدنيين على كلا الجانبين. لكن يقع على عاتق حماس مسؤولية وقف الهجمات الصاروخية»، وفقًا لاستطلاع CNN / ORC الدولي، الذي أجري في الفترة الممتدة ما بين 16 و18 نوفمبر، يعتقد 57 بالمائة من الرأي العام الأمريكي أن «إسرائيل لها ما يبررها في القيام بعمل عسكري في غزة» وحوالي 60 بالمائة من الرأي العام الأمريكي يتعاطفون مع إسرائيل، بينما يتعاطف 13 بالمائة مع الفلسطينيين. |
| اليابان                  | أعربت وزارة الخارجية اليابانية في بيان لها عن قلقها إزاء الأوضاع الأخيرة في قطاع غزة ومحيطه، حيث يتزايد التوتر ويتعرض السكان المدنيون للخطر. وتشجع الوزارة على تخفيف التوترات على الجانبين وتدعم عملية السلام من خلال الدبلوماسية بدلا من العنف. |
| اليمن                    | حسب بيان صادر عن مصدر حكومي لوكالة أنباء سبأ، فإن اليمن قد أعلن إدانته واستنكاره الشديد لـ«لعدوان الصهيوني الغاشم على قطاع غزة، ووقفة الشعب اليمني مع إخوانه في فلسطين في جميع الأوقات». وقال المتحدث الذي لم يذكر اسمه إن «الحكومة اليمنية تطالب المجتمع الدولي بتحمل مسؤولياته تجاه العدوان الصهيوني واتخاذ إجراءات سريعة لوقف هذا العدوان الغاشم». وندد مجلس النواب اليمني بالعملية الإسرائيلية، معتبراً إياها «عدواناً على كل الدول العربية والإسلامية»، داعياً إلى استخدام النفط كسلاح لإنهاء العملية الإسرائيلية. وطالبت البرلمانات العربية ومجالس الشورى بعقد اجتماع عاجل لبحث «العدوان الإسرائيلي على غزة»، داعياً إلى زيارة غزة تعاطفاً مع أهلها. وفي 17 نوفمبر، دعا المندوب الدائم لليمن لدى جامعة الدول العربية محمد الهيسمي «جميع الدول العربية إلى وضع حد للعدوان الصهيوني الغاشم على قطاع غزة ووقف الجرائم التي ترتكبها إسرائيل بحق الشعب الفلسطيني». في 19 نوفمبر، تظاهر المئات في صنعاء «لتأكيد تضامنهم مع المحاصرين في قطاع غزة». وسار المتظاهرون، الذين بدأوا من ساحة التغيير، إلى مكتب حماس المحلي في منطقة حسيبة. |

## منظمات غير حكومية
- قالت منظمة العفو الدولية إنه يتعين على كلا الجانبين وقف العنف، وقالت آن هاريسون، نائبة مدير برنامج الشرق الأوسط وشمال أفريقيا في منظمة العفو الدولية، «يجب على الجيش الإسرائيلي ألا يشن المزيد من الهجمات العشوائية، أو الهجمات في المناطق السكنية المكتظة بالسكان والتي ستؤدي حتماً إلى تؤذي المدنيين». وفي غضون ذلك، «يجب على الجماعات الفلسطينية المسلحة في غزة ألا تطلق الصواريخ العشوائية على إسرائيل. يجب على المجتمع الدولي الضغط على كلا الجانبين من أجل الاحترام الكامل لقوانين الحرب وحماية أرواح المدنيين وممتلكاتهم».[124] كما طالبت المنظمة الأمم المتحدة بفرض حظر فوري على تصدير السلاح إلى إسرائيل والفصائل الفلسطينية في قطاع غزة.[125]
- دعا المركز الفلسطيني لحقوق الإنسان إلى تدخل المجتمع الدولي لاستعادة سيادة القانون. وفي إشارة إلى أن جميع الدول ملزمة بالالتزام القانوني «بضمان احترام» القانون الإنساني الدولي في جميع الظروف، فإنها تنص على أن فشل المجتمع الدولي في تحميل إسرائيل المسؤولية عن سلوكها في الأراضي الفلسطينية المحتلة «أدى إلى انتشار الإفلات من العقاب».[126]
- قالت هيومن رايتس ووتش إن «القوات الإسرائيلية والفلسطينية على حد سواء بحاجة إلى بذل كل الجهود الممكنة لتجنب إلحاق الأذى بالمدنيين»، و«لا يوجد مبرر لإطلاق الجماعات الفلسطينية المسلحة للصواريخ بشكل غير قانوني على التجمعات السكانية الإسرائيلية». واتهمت إسرائيل باستخدام القوة غير المتناسبة في هجماتها وإطلاق النار على المنقذين لضحايا القصف الإسرائيلي.[127] في أعقاب اتفاق وقف إطلاق النار، دعت هيومن رايتس ووتش الجانبين إلى مراجعة السياسات التي تضر بالمدنيين، بما في ذلك "الحظر الشامل الذي تفرضه إسرائيل على السفر إلى الضفة الغربية، وإطلاق الذخيرة الحية لتقييد وصول الفلسطينيين إلى ما يصل إلى 35 في المائة من الأراضي الزراعية في غزة و80 في المائة من مياه الصيد ".[128] واتهمت إسرائيل بالتقاعس عن تقديم معلومات لتبرير الهجوم على منزل عائلة الدلو، الذي أدانته الجماعة ووصفها بأنها غير قانونية وغير متناسبة وجريمة حرب.[129]
- أرسل المركز الأمريكي للقانون والعدالة مذكرة قانونية إلى مجلس الأمن الدولي، حذر فيها من عدم وجود دفاع قانوني أو أخلاقي عن «الهجمات الصاروخية العشوائية»، و«استخدام المباني المدنية»، و«استخدام الدروع البشرية». وأضافت المنظمة أن إسرائيل تتجاوز متطلبات القانون لحماية حياة الأبرياء، وأنه بموجب قوانين الحرب، فإن «قتل المدنيين هو مسؤولية قانونية وأخلاقية للإرهابيين».[130]
- حذرت منظمة حقوق الإنسان الإسرائيلية بتسيلم الجانبين من التسبب في مقتل مدنيين وقالت إنه وفقًا للقانون الإنساني الدولي، يجب عدم استهداف المدنيين مطلقًا ويجب اتخاذ جميع الإجراءات لحمايتهم. وأضافت بتسيلم أن مقاتلي حماس وغيرهم من الجماعات المسلحة العاملة ضد إسرائيل يطلقون النار على أهداف مدنية إسرائيلية من داخل مناطق مدنية فلسطينية ولا يميزون أنفسهم عن السكان المدنيين، وهي أعمال تعتبرها بتسيلم جريمة حرب و«انتهاك صارخ للقانون الدولي الإنساني». أشارت بتسيلم إلى أن المسؤولين الإسرائيليين يستخدمون سلوك المسلحين لتبرير إلحاق الأذى بالمدنيين الفلسطينيين، وذكرت أن حقيقة أن مقاتلي حماس ومنظمات أخرى يرتكبون جرائم حرب لا تبرر تلقائيًا الأعمال الإسرائيلية التي تضر بالمدنيين، ودعت إسرائيل إلى اتباع ذلك. واجبها القانوني والأخلاقي هو تقليص أكبر قدر ممكن من الأذى الذي يلحق بالمدنيين، على الرغم من السلوك غير القانوني لحماس.[131]

## الاحتجاجات
شملت البلدان التي شهدت مسيرات واحتجاجات لدعم الفلسطينيين ماليزيا، وإندونيسيا، والهند، وباكستان، وتركيا، ومصر، واليمن، وإيطاليا، والولايات المتحدة، والمملكة المتحدة، وكندا، وأستراليا، ونيوزيلندا، وبولندا، وجنوب إفريقيا، وألمانيا، وبلجيكا، وإسرائيل، والأرجنتين، وتشيلي، وفنزويلا، وكوريا الجنوبية، وهونج كونج، والنرويج وواليابان. البلدان التي شهدت مسيرات واحتجاجات لدعم إسرائيل شملت: الولايات المتحدة، والمملكة المتحدة، وجنوب أفريقيا، وأستراليا، وفرنسا، والأرجنتين، والبرازيل، وكندا، وتشيلي، وغواتيمالا، والسلفادور، وفنلندا، وفرنسا، وألمانيا، وإسرائيل، وهولندا، والنرويج وبولندا وإسبانيا والسويد.